# Panayótis Maniás
Panayótis Maniás (grec moderne : Παναγιώτης Μανιάς), né en 1932 à Athènes et mort le 8 juillet 2020 au Pirée, est un ancien joueur de basket-ball grec.

## Palmarès
- 3e des Jeux méditerranéens 1955